# Арбузов Олексій Миколайович
Олексі́й Микола́йович Арбу́зов (26 травня 1908, Москва — 20 квітня 1986) — російський радянський драматург, режисер, актор.

## Життєпис
Перша значна п'єса — «Далека дорога» (1936). Переважна більшість п'єс Арбузова про радянську молодь, формування її характеру, становлення світогляду. Для творчості Арбузова є характерною психологічна драма, пов'язана з проблемами суспільного життя. Найкращі п'єси — «Таня», «Європейська хроніка», «Роки блукань» — поставлені на сцені багатьох українських театрів.
Переклади творчості українською мовою: «Європейська хроніка» (1953); «Таня» (1956); «Роки блукань» (1957); «Будинок на околиці» (1958).